# Isländische Volleyballnationalmannschaft der Männer
Die isländische Volleyballnationalmannschaft der Männer ist die Auswahl isländischer Volleyballspieler, welche die Blaksamband Íslands (BLI) auf internationaler Ebene, beispielsweise in Freundschaftsspielen gegen die Auswahlmannschaften anderer nationaler Verbände, aber auch bei internationalen Wettbewerben repräsentiert. 1974 trat der nationale Verband dem Weltverband Fédération Internationale de Volleyball (FIVB) bei.

## Internationale Wettbewerbe

### Island bei Weltmeisterschaften
Die Mannschaft konnte sich bisher nicht für eine Weltmeisterschaft qualifizieren.

### Island bei Olympischen Spielen
Bisher gelang es der Mannschaft nicht, sich für die olympischen Wettbewerbe zu qualifizieren.

### Island bei Europameisterschaften
Eine Teilnahme an den Wettkämpfen um den Titel der besten europäischen Mannschaft kann Island bisher nicht vorweisen.

### Island beim World Cup
Island kann bisher keine Teilnahme am World Cup – dem Qualifikationsturnier für die Olympischen Spiele – vorweisen.

### Island in der Welt- und Europaliga
Sowohl die Welt- als auch die Europaliga fanden bisher ohne isländische Beteiligung statt.

### Island bei den „Spielen der kleinen Staaten von Europa“
Die Volleyballmannschaft nahm bisher vier Mal an den Spielen der kleinen Staaten von Europa teil:
- Zweiter Platz: 2002, 2015
- Dritter Platz: 2009
- Fünfter Platz: 2000, 2011
- nicht qualifiziert: 2004, 2007